# Ljudmila Andrejewna Jeschowa

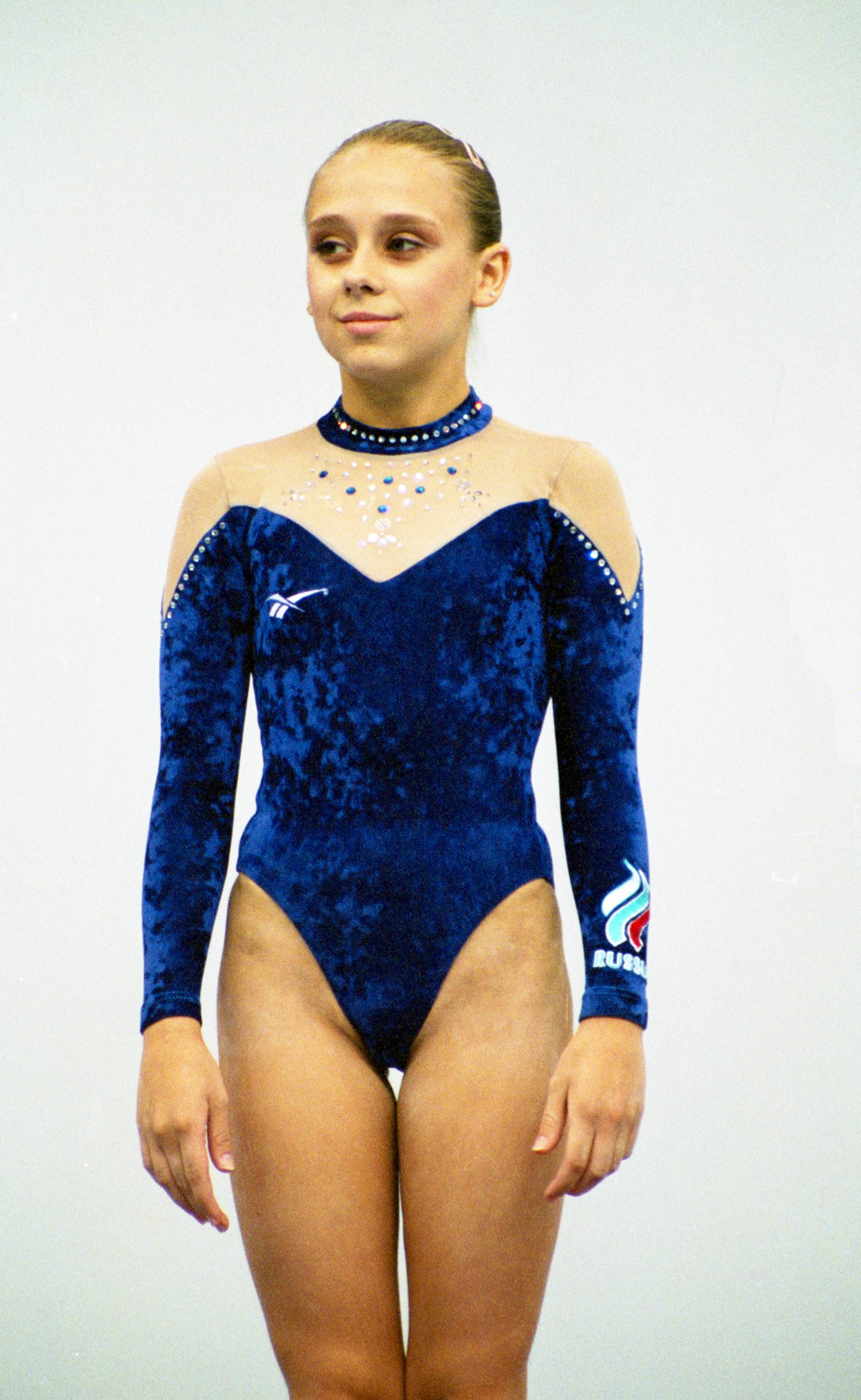
Ljudmila Andrejewna Jeschowa (1998)

Ljudmila Andrejewna Jeschowa, verh. Grebenkowa (russisch Людмила Андреевна Ежова/Гребенькова; * 4. März 1982 in Moskau) ist eine russische Kunstturnerin.
Jeschowa wurde 2002 Europameisterin in Patras (Griechenland) am Schwebebalken. Ihre Trainer sind W. Selifanow und Jelogina Galtschowa.
Weitere Erfolge waren die Silbermedaille am Schwebebalken bei der Weltmeisterschaft 2001 in Gent (Belgien) und die Bronzemedaillen bei den Weltmeisterschaften 2002 in Debrecen (Ungarn) am Stufenbarren und 2003 in Anaheim (USA) am Schwebebalken. Bei den Olympischen Spielen 2004 in Athen (Griechenland) gewann sie mit der russischen Mannschaft Bronze.